# Huoshishan Shuiku
Huoshishan Shuiku (kinesiska: 火石山水库) är en reservoar i Kina. Den ligger i provinsen Henan, i den centrala delen av landet, omkring 200 kilometer söder om provinshuvudstaden Zhengzhou. Huoshishan Shuiku ligger 150 meter över havet. Trakten runt Huoshishan Shuiku består till största delen av jordbruksmark.
Genomsnittlig årsnederbörd är 1 010 millimeter. Den regnigaste månaden är augusti, med i genomsnitt 197 mm nederbörd, och den torraste är januari, med 12 mm nederbörd.